# Luci Calpurni Pisó Cesoní (cònsol 58 aC)
Luci Calpurni Pisó Cesoní (en llatí: Lucius Calpurnius C. F. L. N. Piso Caesoninus) va ser un magistrat romà. Era fill de Luci Calpurni Pisó Cesoní, cònsol el 112 aC, i net de Luci Calpurni Pisó Cesoní, cònsol el 148 aC. va ser el sogre de Juli Cèsar. Formava part de la gens Calpúrnia i era de la família dels Pisó. Ciceró el descriu de manera molt negativa en alguns dels seus escrits, però ben segur és perquè Pisó era enemic polític i personal de l'orador.
Se'l menciona per primer cop l'any 59 aC quan va ser portat a judici pel tribú Publi Clodi acusat d'extorsionar una província que havia administrat com a propretor i va ser absolt amb moltes dificultats. Aquell mateix any la seva filla Calpúrnia es va casar amb Juli Cèsar i per la influència d'aquest, Pisó va aconseguir el cònsolat de l'any 58 aC junt amb Aule Gabini, l'home de Gneu Pompeu. Clodi, per assegurar-se el suport de Pisó contra Ciceró, li va prometre la província de Macedònia i a Gabini la de Síria, donacions que es van traduir en una llei. Ciceró va ser desterrat poc després.
L'any 57 aC Pisó va anar a la seva província de Macedònia com a pretor on va restar dos anys (57 i 56 aC) i on va cometre tota mena d'exaccions. El 56 aC el Senat romà va decidir nomenar un successor i Pisó va haver de renunciar i cedir el govern a Quint Ancari. Ciceró va aprofitar aquesta circumstància per acusar-lo de tota mena de crims dels que a la seva tornada Pisó es va haver de defensar. Finalment Ciceró va renunciar a portar a judici a Pisó per manca de proves.
L'any 50 aC Pisó va ser censor junt amb Appi Claudi Pulcre. El 49 aC quan encara era censor es va oferir per negociar amb Cèsar però el partit aristocràtic no el va voler escoltar. Quan Pompeu va fugir de Roma, Pisó el va acompanyar però tot seguit va tornar per reunir-se amb Cèsar. Es va mantenir neutral durant la guerra civil que va seguir. Cèsar, tot i així, el va tractar amb respecte.
Mort Cèsar l'any 44 aC va demanar que les institucions i lleis del seu gendre fossin conservades i es va oposar a Marc Antoni, al que finalment va adherir i al que va defensar a Roma mentre Antoni era a la Gàl·lia Cisalpina lluitant contra Dècim Juni Brut Albí. El 43 aC va ser un dels ambaixadors enviats a Mutina, la darrera vegada que el trobem mencionat.